# Avaluació intel·lectual
L'avaluació intel·lectual remunta els seus inicis a començaments del segle xx, ja que fins al segle xix l'avaluació de la intel·ligència es feia mitjançant l'anàlisi de sensacions, reflexos i temps de resposta.

## Teories de la intel·ligència
Les diferents grans teories que des de la psicologia de la intel·ligència s'han anat desenvolupant han contribuït a la creació de mesures per avaluar la capacitat intel·lectual: 
- Innatistes o genetistes: consideren que la intel·ligència és immodificable al llarg del cicle vital i proposa una intel·ligència com una variable quantitativa i contínua.[1]
- Ambientalistes: la intel·ligència està directament influïda pels factors ambientals de l'entorn en què es desenvolupa el subjecte.[1]
- Interaccionistes: la intel·ligència és el resultat de la interacció entre factors hereditaris o innats i factors ambientals i culturals.[1]

## Tècniques i instruments d'avaluació
L'avaluació quantitativa de la intel·ligència, i en conseqüència de l'avaluació intel·lectual, es fa mitjançant el quocient intel·lectual o QI. Inicialment, s'obtenia dividint l'edat mental del subjecte per l'edat cronològica i multiplicant per 100, seguint les teories d'Alfred Binet. En l'actualitat, el que s'usa és la transformació dels tests a una escala del QI i es compara en la puntuació individual amb relació a una norma (campana de Gauss), prenent com a mitjana 100 i com desviació estàndard 15. D'aquesta manera, puntuacions entre 85 i 115 es consideren normals, mentre que el QI superior a 130 es considera brillant i per sota de 70 es pot parlar d'un endarreriment en la capacitat intel·lectual.
| TIPUS          | INTERVAL | CONDICIONS |
| -------------- | -------- | --- |
| RM profund     | 0-20     | Poden respondre a un ensinistrament en habilitats.                                                                                                |
| RM mental greu | 20-40    | Ensinistrament sistemàtic d'hàbits. |
| RM moderat     | 35-49    | Poden aprendre pautes de comunicació i hàbits elementals. No poden llegir o fer aritmètica.                                                       |
| RM lleu        | 50-70    | Poden adquirir habilitats i pràctiques i aptituds numèriques i de lectura funcionals si reben educació especial i orientació d'integració social. |

### Test intel·ligència
- Escala Stanford-Binet: consisteix en una caixa de joguines segons el nivell d'edat, targetes i material per a anotar. Els tests s'agrupen en nivells d'edat que van des de l'edat II fins a adult. Entre les edat II i V, els tests segueixen intervals de mig any i després entre la V i la XIV per intervals anuals, a excepció dels adults. Cada nivell d'edat té 4 tests seleccionats. És necessari que la persona que administra la prova estigui altament experimentada i familiaritzada amb el test.

- Escales de Weschler:
  - WPPSI: destinada a alumnes de preescolar i primària, entre 4 i 6 anys i mig. Inclou 11 subtests que s'agrupen en escala verbal (vocabulari, aritmètica, semblances, comprensió i memòria de frases) i escala manipulativa (casa d'animals, figures incompletes, laberints, dibuix geomètric i cubs).[4]
  - WISC: s'aplica a nens de 5 a 15 anys. Consta de 12 subtests amb una escala verbal i una escala d'execució. Ens permet obtenir el QI verbal, QI manipulatiu i un QI global.[5]
  - WISC-R: preveu modificacions del WISC.[5]
  - WISC-IV: ofereix informació sobre la capacitat intel·lectual general del nen (QI total) i sobre el funcionament en les principals àrees específiques de la intel·ligència.[5]
  - WAIS III: s'aplica a persones entre 16 i 96 anys, inclou 14 tests (3 inclosos amb la tercera edició del test) i permet obtenir el QI verbal, el QI manipulatiu i el QI total. Està dissenyat per facilitar la utilització transcultural i per poder aplicar-se a persones que tenen capacitats cognitives deficitàries.
- Raven: 3 escales que permeten determinar, segons l'autor, un bona estimació del factor g.[1]
- Dominós: basat en el Raven, mesura les facultats lògiques relacionades amb el factor g.
- Aptituds mentals primàries, PMA: mesura 5 factors que calculen capacitat per a comprendre i expressar idees, imaginar i concebre objectes en 2D o 3D, per a resoldre problemes lògics, per a fer servir conceptes matemàtics i números, per a parlar i escriure sense dificultat.
- DAT-5: avalua 7 aptituds bàsiques: raonament verbal, raonament numèric, raonament abstracte, aptitud espacial, comprensió mecànica, atenció i dotació perceptiva i ortografia. És un test pensat per a administracions massives i que tenen una puntuació més objectiva.[1]

Per un altre cantó, els test tradicionals pressuposen que el subjecte té unes característiques constants i immutables, i obliden aspectes d'aprenentatge i millora dels processos cognitius. De facto, confonen en moltes ocasions la capacitat mesurada amb les capacitats potencials i reals del subjecte. Per això, cada cop més, es proposen més tests que mesurin el procés de canvi, l'execució i la competència cognitiva per sobre de la mateixa intel·ligència.

## Avaluació intel·lectual dels discapacitats psíquics
En el cas dels discapacitats psíquics, la consideració tradicional de mancança d'intel·ligència és la que ha conceptualitzat la seva avaluació. Podem parlar de dos tipus de discapacitat psíquica:
- Subjectes amb trastorn del sistema nerviós central (aproximadament, un 25%), amb un QI baix degut a causes prenatals i/o orgàniques.
- Subjectes amb deficiències cognitivocomportamentals, conegudes com a retards socioculturals que tenen un retard mental superable i una intel·ligència educable i modificable, amb uns nivells d'execució baixos però unes competències altes i que, per tant, surten amb retard en els tests tradicionals d'intel·ligència que mesuren bàsicament el nivell executiu i no les competències intel·lectuals, que sorgeixen habitualment en la interacció entre nen i adult. En la nova visió avaluativa, es continua tenint en compte el QI, però no n'és el punt fonamental.

### Tipus de suport
En funció del tipus de retard, es poden donar 4 tipus de suport:
- Suport intermitent: es dona suport de manera esporàdica o episòdica quan es necessita.
- Suport limitat. Ocasionalment i de manera continuada durant un període, i amb un freqüència regular es dona suport en alguns entorns.
- Suport extens: es presta de manera continuada, sense límit de temps i amb freqüència regular alta en algunes facetes de la vida.
- Suport generalitzat: es presta de manera continuada, possiblement per a tota la vida de la persona i afecta totes o quasi totes les facetes de la vida.

### El qüestionari ICAP
L'ICAP (Inventari per a la planificació de serveis i programació individual) ofereix un perfil de conducta adaptativa que consta de destreses motores (18 ítems), socials i comunicatives (19 ítems), de la vida personal (21 ítems), i de la vida en comunitat (19 ítems). Avalua problemes de conducta: comportament autolesiu o dany a si mateix, heteroagressivitat o danys a altres, destrucció d'objectes, conducta disruptiva, hàbits atípics i repetitius, conducta social ofensiva, retraïment o falta d'atenció, conductes no col·laboradores, reacció a la conducta problemàtica en qualsevol categoria. És la guia que usa la Generalitat de Catalunya per a atorgar places a les residències a instància de part.

### Model psicomètric
Cada cop més, aquest model va quedant en desús, partint de la premissa que subjectes amb un mateix QI poden diferenciar-se amb relació a les aptituds i les competències socials i el QI, a més a més, etiqueta i categoritza els subjectes i n'afavoreix la marginació. En l'actualitat, s'avalua més la conducta adaptativa d'aquests subjectes.

### Model evolutiu
Aquest model evita parlar d'inferioritat dels discapacitats psíquics, i es refereix a un endarreriment caracteritzat per una lentitud i unes disfuncions en els seus processos de desenvolupament. El procés evolutiu dels retardats mentals no és harmònic sinó irregular i hetorocrònic, amb pautes estranyes. En aquest model, per a avaluar la capacitat intel·lectual s'usen les escales de Jean Piaget:
- Si el desenvolupament segueix el mateix ordre que els subjectes normals, però amb una progressió més lenta.
- Si es produeix una fixació en estadis inferiors de l'organització cognoscitiva.
- Si es dona viscositat genètica, o sigui, la reaparició d'esquemes cognitius anteriors al funcionament actual.

Segons Piaget, les escales que es construeixen han de buscar 3 objectius: conèixer el desenvolupament cognitiu, adquisicions i fixacions; permetre el desenvolupament d'estratègies en funció de l'estadi, contrastar el progrés cognitiu. Gràcies a aquest funcionament, s'ha pogut establir que el retard mental greu i profund es troben ancorats en l'estadi sensoriomotriu, el retard moderat no supera el període preoperatori, i el retard lleu el període de les operacions concretes. Les escales que s'hi usen són:
- Escales de desenvolupament psicològic del nen, que situen el seu desenvolupament.
- Escales per a mesurar el desenvolupament del pensament lògic, que permeten diferenciar retard mental dèbil i el normal amb funcionament deficient.
- Proves de localització de llocs topogràfics i d'experiència de conservació, que mesuren els nivells preoperacionals i operacionals concrets.

### Model cognitiu
En aquest model, l'avaluació es realitza mitjançant el dispositiu de valoració del potencial d'aprenentatge (LPAD), que valora la modificabilitat estructural cognitiva o, cosa que és el mateix, les àrees que poden ser modificades i els procediments més adequats.

## Avaluació intel·lectual dels discapacitats sensorials

### Auditius
El trastorn intel·lectual que pot estar associat a la discapacitat auditiva es deriva principalment de l'ús del llenguatge i de l'entorn social. El llenguatge transmet dades bàsiques per construir la realitat i la sordesa dificulta l'adquisició d'aquests coneixements. Amb persones sordes, els tests han de tenir unes exigències mínimes:
- Senzillesa en la semblança, res ha de ser verbal (oral o escrit).
- El material ha de ser manipulat o presentat en imatges.
- Les consignes han d'estar ben trameses.

Els tests més coneguts en aquests casos són el test d'aptituds per a l'aprenentatge de Nebraska, l'escala d'execució de Borreli-Oleron, l'escala d'execució de Snijders-Comen, etc.

### Visuals
Els nens cecs han de substituir les dades que proporciona la vista sobre els objectes i l'espai on se situen per indicadors auditius. Aquest procés suposa un retard intel·lectual generalitzat fins a l'etapa del pensament formal. Les proves que s'usen en persones cegues són bàsicament manipulatives i/o verbals, en aquest cas, donades en braile, cosa que ha suposat l'adaptació psicomètrica de molts tests.
Són usades les escales de Reynell-Zinkin que avaluen molts aspectes del desenvolupament dels nens cecs.

## Avaluació intel·lectual en malalts mentals
En tota malaltia mental hi ha un cert impediment intel·lectual. En aquests casos, hem de considerar el grau de deteriorament mental dels individus. Molts tests que s'usen en avaluació intel·lectual són sensibles a la disminució de l'eficiència mental relacionada amb la psicopatologia, malgrat que la intel·ligència no es troba afectada. El deteriorament psicològic exigeix esbrinar si existeixen diferències estadísticament significatives entre els resultats cognitius obtinguts i els que pertocarien per edat i nivell anterior. Per apreciar el nivell de les capacitats intel·lectuals, abans s'ha de considerar el grau d'èxit escolar i socioprofessional perquè en serveixi de referència.
En aquest sentit, s'usen en nens l'escala de maduresa de Vineland, l'escala Stanford-Binet, escales Weschler (WPPSI i WISC), etc., i en adults escales Weschler com el WAIS, que permet calcular un índex de deteriorament que és el resultat de la diferència entre el nombre de tests que es mantenen sense deteriorament menys el nombre dels que no s'hi mantenen, tot dividit pel nombre de tests que es mantenen intactes. També s'han usat algunes escales del RAVEN.
A nivell d'aptituds o funcions específiques, hi ha diferents tests que permeten avaluar-les de manera concreta.

## Plurideficiències
Segons el que marcava la classificació internacional de les deficiències, discapacitats i minusvalideses (CIMMD), podem diferenciar entre:
- Deficiència: pèrdua o anormalitat d'una estructura o funció psicològica, fisiològica o anatòmica.
  - Física: amputacions, malformacions, paràlisi, etc.
  - Sensorial: problemes de visió, audició o llenguatge.
  - Psíquiques: síndrome de Down, etc.
- discapacitat: restricció o absència per a realitzar una activitat dins el marge que es considera normal per a un ésser humà.
- minusvalidesa: situació desavantatjosa per a un individu determinat, que limita o impedeix portar un rol que és normal en el seu cas.

A partir d'aquí, és on desenvolupa un procediment d'intervenció que ha de tenir en compte els aspectes següents:
- La deficiència que presenta una persona i les possibilitats reals de corregir-la.
- Els ajuts terapèutics i educatius i les tècniques compensatòries de cara a millorar la funcionalitat i el seu estil personal i relacional.
- La possibilitat d'adequar les exigències i el suport que proporciona la societat en què es troba.

És possible que, en aquest cas, estiguem parlant d'una afectació de caràcter progressiu i, per tant, serà necessari estructurar-hi mitjans de suport que s'hauran d'anar intensificant.

### Avaluació del comportament associat
Els nens amb plurideficiència poden tenir moltes possibilitats i potencialitats, per la qual cosa és molt important no centrar només l'atenció en la categoria de diagnòstic clínic. Prendre consideració de la diversitat de possibilitats de cada nen combinat amb la gravetat dels trastorns i de les competències dels interlocutors ens han de guiar per definir les necessitats educatives especials que tindran aquests nens:
Segons alguns autors, podem trobar 4 grans grups de necessitats educatives:
- Discapacitat motriu lleu i intel·ligència normal: infants amb suficients habilitats com per a aprofitar les condicions ordinàries d'interacció amb la família i altres persones, però que necessiten mitjans especials per a l'accés alternatiu a la parla o l'escriptura.

- Discapacitat motriu greu i intel·ligència normal: en situació de risc a l'hora d'establir les pautes d'interacció, ja que la discapacitat motriu els pot comportar estats de passivitat o d'indefensió apresa. Són nens que, a més de necessitar ajudes tècniques especials, requereixen una atenció educativa precoç molt especialitzada.

- Discapacitat motriu greu i retard mental de lleu a moderat i/o discapacitat sensorial associada: poden seguir un procés d'adquisició de la comunicació i el llenguatge, que inclou funcions comunicatives principals però que presenten un ritme d'aprenentatge lent. S'hi han d'adaptar materials específics i usar instruments adequats.

- Discapacitat motriu greu i retard mental de sever a profund i/o discapacitat sensorial associada: persones excloses dels serveis de logopèdia, ja que no mostren intencionalitat comunicativa i la resposta educativa s'encamina a resoldre les funcions personals de la vida diària i a garantir l'entorn de major qualitat, tant de l'alumne com de les persones que l'envolten.

## Potencial d'aprenentatge
L'avaluació del potencial d'aprenentatge té les seves arrels en Lev Vygotsky i el seu treball en nens deficients i la zona de desenvolupament pròxim. A partir d'aquí, alguns autors postulen que el desenvolupament cognitiu és conseqüència de dos factors principals: l'exposició directa de l'organisme a l'estimulació i l'experiència de l'aprenentatge mediatitzat. Precisament, aquests autors explicarien la deficiència per la manca d'aquesta mediació per part de l'adult. Aquest grup d'autors se centren en un procés l'aprenentatge dinàmic sense valorar exclusivament el resultat sinó tenint-lo com una variable per a avaluar el seu potencial.

### ElLearning Potencial Assessment Device(LPAD)
Avaluar el potencial d'aprenentatge s'ha fet amb alguns tests clàssics com el WISC o el Raven, o amb el LPAD de Feuerstein (1979). El LPAD és un procediment i un conjunt d'instruments que ens permeten avaluar el procés d'aprenentatge i identificar les funcions cognitives de l'individu, les operacions i estratègies per a resoldre problemes. Aquest test està dissenyat a partir de la teoria de modificabilitat de l'estructura cognitiva, que té el seu origen en la ZDP, que avalua l'experiència d'aprenentatge mediatitzada i que té unes tasques amb dificultat creixent, procurant definir l'entrenament necessari per resoldre-les adequadament. Aquestes tasques estan desenvolupades en diferents modalitats de llenguatge: logicoverbal, matemàtic, permutacions, sil·logismes, etc.
Usa un sistema de test-entrenament-test, i consta d'una bateria de tests clínics i experimentals que indiquen el tipus i la quantitat d'entrenament necessari.

## Avaluació intel·lectual de les altes capacitats intel·lectuals

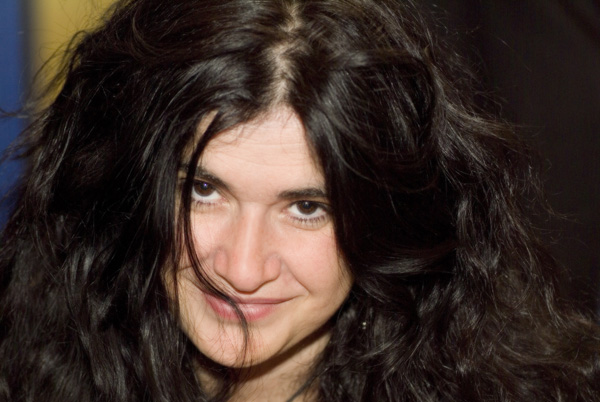
Lucia Etxebarria pertany a una associació internacional de persones amb altes capacitats i ha declarat públicament ser superdotada.

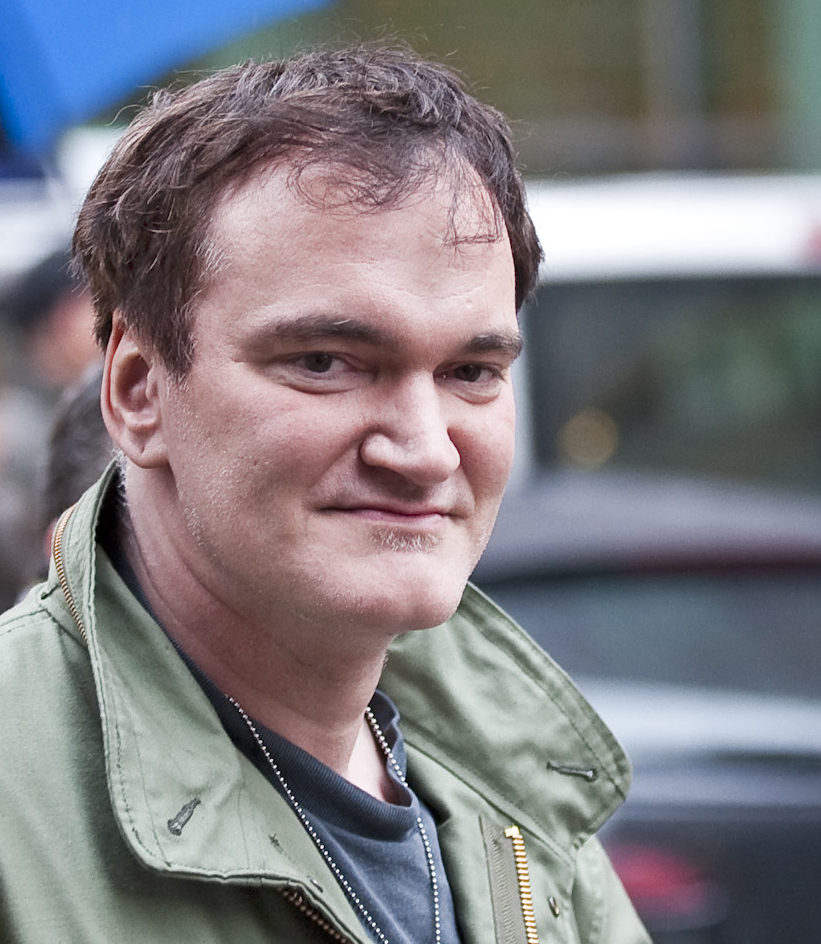
Quentin Tarantino és un altre exemple de famós superdotat, però, com ocorre amb les persones en general, la gran majoria no tindran mai fama ni destacaran especialment en el terreny professional, sigui artístic, científic, enginyeril, del món dels negocis o d'altra mena.

Les persones amb altes capacitats o superdotades són les que presenten unes capacitats intel·lectuals altes respecte a la mitjana, amb les característiques següents:
- Un QI força més alt que la franja mitjana, l'associació de superdotats Mensa ha establert arbitràriament un mínim de 130. El "QI", entès com a edat de desenvolupament intel·lectual respecte a l'edat biològica, no té sentit des que s'estudia també en adults i, en general, a molts autors i superdotats no els agrada. Tanmateix, sí que hi ha proves que permeten estimar un "QI" que avui s'entén com a el més proper a una mesura de la capacitat intel·lectual.
- La superdotació abarca més d'un tipus d'intel·ligència o talent, idealment tots per igual però en general ningú no té totes les capacitats desenvolupades al mateix nivell. Si es tracta d'un únic tipus de capacitat, habilitat o talent que destaca molt per sobre de la mitjana mentre els altres tenen un nivell normal, aleshores és una persona amb un talent especial. Aquestes persones no sempre saben que el tenen, entre altres coses perquè encara que tinguin la capacitat, és possible que no l'hagin utilitzada i desenvolupada. Tècnicament, les altes capacitats inclouen els casos de superdotació, o alta intel·ligència en diversos àmbits, i els casos de talent, o alta intel·ligència en un de sol.
- No és dona únicament a la primera infància. En aquest cas, que existeix, es parla de precocitat.
- Es dona al llarg de la vida d'una persona, des que és infant i durant tota la seva adultesa.[9]
- La superdotació pot ser no detectada.
- Els superdotats en general porten una vida normal. Si alguns en algun moment de la seva vida consideren que tenen algun problema psicològic o d'adaptació per sentir-se diferent, l'acaben resolent per ells mateixos o amb ajuda d'amics i familiars, d'altres persones superdotades, d'un psicòleg o d'altres maneres.
- Un superdotat no té més èxit ni més ràpid que una persona que no ho és. No sempre treu bones notes a l'escola ni desenvolupa una millor carrera professional ni és apercebut com un "cervellet" pel seu entorn.

En infants, sovint es detecta quan els implica algun problema a l'escola, amb la relació amb professors o companys, en baix rendiment escolar o en comportaments molestos pels altres a causa de l'avorriment. Malgrat això, la majoria no té mai aquests problemes, fa una vida normal i si ningú no els fa cap prova sovint no ho sabran mai. És freqüent que adults s'adonin que ho són en observar algun fill o nebot diagnosticat i identificar-s'hi, en conèixer altres adults que ja saben que ho són o en llegir, potser per casualitat, sobre el tema. Alguns ho han sabut des de sempre, per intuïció, i molts no ho arriben a saber mai, tot i que n'hi hagi part d'ells que ho pugui sospitar.
Cada persona és diferent i, en particular, cada superdotat també ho és. Algunes característiques dels superdotats poden ser que es fan moltes preguntes, presenten una elevada curiositat, alguns nens poden preferir la relació amb els adults, alguns adults conscient o inconscientment poden preferir la relació amb persones intel·ligents, solen tenir una bona intuïció i creativitat, poden sentir-se diferents a la resta, sentir-se incompresos, sentir alguna mena de síndrome de Cassandra, tenir un elevat sentit de l'humor, aprenen molt ràpidament, solen tenir molts interessos, poden avorrir-se també més ràpidament que els altres d'un tema o una nova tendència, solen ser eloqüents, solen ser molt crítics i perfeccionistes, de vegades tendeixen a ser poc tolerants al fracàs, de vegades poden sentir una mena de pressió personal o social a tenir èxit o a aportar més que els altres a la societat, aquesta pressió pot ser inconscient i pot resultar estressant o bloquejant, solen tenir un alt sentit de la justícia, gairebé sempre les altes capacitats intel·lectuals estan relacionades amb una alta sensibilitat, tendeixen a tenir la ment sempre en actiu, poden tenir al cap diverses coses alhora, solen prioritzar el pensament divergent, usen àmpliament el pensament simbòlic, etc.
Existeixen diferents models per a definir la superdotació, com:
- Model clàssic: Alfred Binet i Lewis Terman definien la superdotació com aquella que tenia un QI igual o superior a 140.
- Model basat en el rendiment: es troba en l'encreuament entre un alt nivell intel·lectual (QI igual o superior a 140), alta creativitat i motivació per l'èxit i la tasca.
- Model cognitiu: es basa en el procés i no tant en el resultat final.
- Model sociocultural: resultat de la interacció constant entre el subjecte i l'entorn, i l'eficàcia i la cerca d'estratègies per adaptar-s'hi.